# Kamen Rider Heisei Generations: Dr. Pac-Man vs. Ex-Aid and Ghost with Legend Rider
Pour plus de détails, voir Fiche technique et Distribution.
Kamen Rider Heisei Generations: Dr. Pac-Man vs. Ex-Aid and Ghost with Legend Riders (仮面ライダー平成ジェネレーションズ　Dr.パックマン対エグゼイド&ゴースト　with レジェンドライダー, Kamen Raidā Heisei Jenerēshonzu: Dokutā Pakkuman tai Eguzeido ando Gōsuto wizu Rejendo Raidā) est un film japonais de type tokusatsu réalisé par Koichi Sakamoto en 2016, sorti le 10 décembre 2016 dans les salles de cinéma japonaises.
Faisant partie de la franchise Kamen Rider, il constitue le 1er épisode de la série des Heisei Generations. Il s'agit d'un crossover entre les séries TV Kamen Rider Ghost et Kamen Rider Ex-Aid. Le film met en scène les deux héros principaux des deux séries et leurs alliés, avec l'aide des Kamen Rider Drive, Kamen Rider Wizard et Kamen Rider Gaim.

## Synopsis
Un virus informatique non identifié appelé "Pac-Man" envahit le Japon du cyberespace. Il appartient aux Kamen Riders de mettre fin à la destruction qu'il cause en trouvant la source.
Alors que l'infection se propage à un rythme effrayant, Takeru Tenkuji est infecté par le virus et perd sa capacité à se transformer. Emu Hojo découvre la véritable identité de l'ennemi et la source de l'infection, mais cela mène à une "vérité cruciale" qui affectera son propre destin.
Kamen Rider Ghost et Ex-Aid devront s'allier aux Kamen Riders Wizard, Gaim et Drive pour affronter les gobeurs de fantômes.
Comment les Kamen Riders, connus sous le nom de Légendes, vont-ils surmonter cette crise ? Comment Wizard, qui est parti à la recherche d'un lieu de repos, Gaim, qui a quitté la planète, et Drive, qui a perdu sa ceinture, seront-ils de retour ?

## Personnages du film

### Michihiko Zaizen
Michihiko Zaizen (財前 美智彦, Zaizen Michihiko) est l'antagoniste principal du film.
Zaizen était autrefois directeur du Next Genome Research Institute. Il porte un masque et agit comme "Dr. Pac-Man" pour reprendre un projet enfoui dans l'obscurité. Il est celui qui crée le "virus Pac-Man", une forme de vie de virus de jeu, pour se venger de l'humanité.
Il est interprété par Shirō Sano (佐野 史郎, Sano Shirō).

## Distribution
- Emu Hōjō (宝生 永夢, Hōjō Emu?): Hiroki Iijima (en)
- Takeru Tenkūji (天空寺 タケル, Tenkūji Takeru?): Shun Nishime (en)
- Shinnosuke Tomari (泊 進ノ介, Tomari Shinnosuke?): Ryoma Takeuchi (竹内 涼真, Takeuchi Ryōma?)
- Haruto Sohma (操真 晴人, Sōma Haruto?): Shunya Shiraishi (白石 隼也, Shiraishi Shun'ya?)
- Kouta Kazuraba (葛葉 紘汰, Kazuraba Kōta?): Gaku Sano (en)
- Hiiro Kagami (鏡 飛彩, Kagami Hiiro?): Toshiki Seto (en)
- Makoto Fukami (深海 マコト, Fukami Makoto?): Ryosuke Yamamoto (山本 涼介, Yamamoto Ryōsuke?)
- Taiga Hanaya (花家 大我, Hanaya Taiga?): Ukyo Matsumoto (en)
- Alain (アラン, Aran?): Hayato Isomura (磯村 勇斗, Isomura Hayato?)
- Kiriya Kujo (九条 貴利矢, Kujō Kiriya?): Hayato Onozuka (en)
- Kuroto Dan (檀 黎斗, Dan Kuroto?): Tetsuya Iwanaga (en)
- Asuna Karino (仮野 明日那, Karino Asuna?): Ruka Matsuda (en)
- Onari (御成?): Takayuki Yanagi (柳 喬之, Yanagi Takayuki?)
- Shibuya (シブヤ?): Takuya Mizoguchi (溝口 琢矢, Mizoguchi Takuya?)
- Narita (ナリタ?): Reo Kansyuji (勧修寺 玲旺, Kanshūji Reo?)
- Kanon Fukami (深海 カノン, Fukami Kanon?): Mio Kudo (工藤 美桜, Kudō Mio?)
- Sōji Kuruse (来瀬 荘司, Kuruse Sōji?): Hiroshi Tanahashi (棚橋 弘至, Tanahashi Hiroshi?)
- Parad (パラド, Parado?): Shouma Kai
- Kyotaro Hinata (日向 恭太郎, Hinata Kyōtarō?): Hironobu Nomura (野村 宏伸, Nomura Hironobu?)
- Michihiko Zaizen (財前 美智彦, Zaizen Michihiko?): Shirō Sano (佐野 史郎, Sano Shirō?)